# Посланиците
„Посланиците“ е картина от 1533 г. на Ханс Холбайн Млади.
Картината е известна също като „Жан дьо Динтевил и Жорж дьо Селве“ – това са имeната на двамата мъже, изобразени на нея. Създадена е в периода на Тюдорите, в същата година, когато е родена Елизабет I. Изследователката Франи Мойл предполага, че майката на Елизабет, Ан Болейн, тогава кралица на Англия, е поръчала картината като подарък за Жан дьо Динтевил, посланикът, изобразен вляво.
Освен че е двоен портрет, картината съдържа натюрморт от прецизно изобразени обекти, чието значение е причина за много дебати. Картината включва един от най-известните примери за анаморфоза в живописта. „Посланиците“ е част от колекцията на Националната галерия в Лондон от закупуването ѝ през 1890 г.

## Описание
Въпреки че Холбайн е роден в Германия и прекарва голяма част от времето си в Англия, в „Посланиците“ личи влиянието на ранната холандска живопис. Той използва масла, които са били разработени за панелни картини век преди това в ранната нидерландска живопис, и точно както Ян ван Ейк и Майстора от Флемал използват обширни изображения, за да свържат своите теми с религиозни концепции, Холбайн използва символични обекти около фигурите, за да внуши най-вече светски идеи и интереси.
Сред уликите за интересите на изобразените лица са селекция от научни уреди, включително два глобуса (един земен и един небесен), квадрант, торкетум и многостенен слънчев часовник, както и различни текстилни изделия, включително подова мозайка, базирана на дизайн от Уестминстърското абатство (настилката Космати, преди високия олтар), и килима на горния рафт, пример за ориенталски килими в ренесансовата живопис. Фигурата вляво е в светско облекло, а фигурата вдясно е облечена в свещенически одежди. Те ограждат масата, която показва отворени книги и символи на религиозно познание, включително символична връзка с Богородица. Близо до горния ляв ъгъл се вижда разпятие, частично покрито от завесата.
Някои учени предполагат, че картината съдържа нюанси на религиозни борби. Конфликтите между светската и религиозната власт са представени от Жан дьо Динтевил, земевладелец, и Жорж дьо Селве, епископ на Лавор. Общоприетият символ на раздора, лютня със скъсана струна, е включен до книга с химни в превод на Мартин Лутер, което предполага раздор между учени и духовенство. За други изследователи, ако скъсаната струна на лютнята предполага прекъсване на религиозната хармония, то лутеранският псалмник, отворен на предните страници и възпроизвеждащ песен за Десетте Божи заповеди („Закон“) и песен за Светия Дух („Благодат“), може да означава взаимна „хармония“.
Земният глобус на долния рафт повтаря част от картографска въображаема карта, създадена вероятно през 1530 г. и с неизвестен произход. Картата е наричана Глобусът на посланиците поради известното му изображение в картината.
Творбата е описана като „един от най-впечатляващите портрети в ренесансовото изкуство“.

### Анаморфен череп
Най-забележителният и известен от символите на Холбайн в творбата е изкривеният череп, който е поставен в долния център на композицията. Черепът, изобразен в анаморфна перспектива, друго изобретение на Ранния Ренесанс, е предназначен да бъде визуален пъзел, тъй като зрителят трябва да се доближи до картината и да я гледа отвисоко от дясната страна или от долу от лявата страна, за да види формата като точно изображение на човешки череп. Въпреки че черепът очевидно е замислен като vanitas или memento mori, не е ясно защо Холбайн му е дал такава важност в тази картина. Просто обяснение е, че Memento mori е девиза на дьо Динтевил, докато друга възможност е картината да представлява три нива: небесата, олицетворени от астролабията и други обекти на горния рафт, живият свят, представен от книги и музикален инструмент на долния рафт, и смъртта, олицетворена от черепа.
Има също хипотеза, че картината е била предназначена да виси до врата или дори на стълбище, така че хората, които влизат в стаята или се качват по стълбите и минават покрай картината отляво, ще видят първо черепа. Друга хипотеза е, че Холбайн просто е искал да демонстрира техниката си, за да си осигури бъдещи комисионни. Въпреки това художниците често включват черепи като напомняне за смъртността. Холбайн може да е въвел изображенията на черепите (единият като сива наклонена черта, а другият като медальон на шапката на Жан дьо Динтевил) и на разпятието в горния ляв ъгъл, за да насърчи размисъла за предстоящата смърт и възкресението.

## Идентичност на субектите
Преди публикуването на „Посланиците на Холбайн: Картината и мъжете“ на Мери Херви през 1900 г., самоличността на двете фигури в картината дълго време е обект на интензивен дебат. През 1890 г. Сидни Колвин е първият, който предлага, че фигурата отляво е Жан дьо Динтевил, сеньор на Полиси (1504 – 1555), френски посланик в двора на Хенри VIII през по-голямата част от 1533 г. Малко след това почистването на снимката разкрива, че неговото владение Полиси е едно от четирите френски места, отбелязани на земното кълбо. Херви идентифицира мъжа отдясно като Жорж дьо Селве (1508/09 – 1541), епископ на Лавор, след като проследява историята на картината до ръкопис от седемнадесети век. Според историка на изкуството Джон Роуландс, Дьо Селве не носи епископски одежди, защото е бил ръкоположен едва през 1534 г. Известно е от две писма на Жан дьо Динтевил до брат му Франсоа дьо Динтевил, епископ на Оксер, че той е посетил Лондон през пролетта на 1533 г. На 23 май Жан дьо Динтевил пише: „Господин дьо Лавор ми оказа честта да дойде да ме види, което не беше малко удоволствие за мен. Няма нужда гран метр да чува за това“. Въпросният гран метр е Ан дьо Монморанси, маршал на Франция, препратка, която кара някои анализатори да заключат, че мисията на Дьо Селве е била тайна, но няма други доказателства, които да потвърдят тази теория. На 4 юни посланикът отново пише на брат си, казвайки: „Господин дьо Лавор дойде да ме види, но отново си отиде“.
- Научни и математически елементи
- Циферблат
- Слънчев часовник за универсално равноденствие(разглобен, отпред) и квадрант (отзад)
- Многостенен слънчев часовник
- Торкетум
- Книгата по аритметика на Петер Апиан

### Цитирана литература
- Bertoglio, Chiara. Reforming Music. Music and the Religious Reformations of the Sixteenth Century.   Berlin, De Gruyter, 2017. ISBN 9783110520811.
- Dekker, Elly и др. The Scientific Instruments in Holbein's Ambassadors: A Re-Examination //  Journal of the Warburg and Courtauld Institutes 62.   The Warburg Institute, 1999. DOI:10.2307/751384. с. 93–125.
- 1001 Paintings You Must See Before You Die.   London, Cassell, 2011. ISBN 978-1-84403-704-9. с. 167.
- Foister, Susan, Roy, Ashok, Wyld, Martin. Holbein's Ambassadors: Making and Meaning.   London, National Gallery Publications, 1997. ISBN 1-85709-173-6.
- Hart, Vaughan (1999). ‘Hans Holbein’s “The Ambassadors” (1533): A Computer View of Renaissance Perspective Illusion’, Computers and the History of Art, Harwood Academic Publishers, vol.8 no.2, pp. 1–13.
- Hervey, Mary. Holbein's Ambassadors: The Picture and the Men.   London, George Bell and Sons, 1900.
- Hudson, Giles. The Vanity of the Sciences //  Annals of Science 60 (2).   April 2003. DOI:10.1080/0003379021000047112. с. 201–205.
- Mamiya, Christin J. Gardner's Art Through the Ages 12th ed.   California, Wadsworth/ Thomson Learning, Inc, 2005. ISBN 0-15-505090-7.
- Zanchi, Mauro. Holbein, Art e Dossier.   Firenze, Giunti, 2013. ISBN 978-8-80978-250-1.
- North, John. The Ambassadors' Secret: Holbein and the World of the Renaissance.   London, Phoenix, 2004. ISBN 1-84212-661-X.
- Rowlands, John. Holbein: The Paintings of Hans Holbein the Younger.   Boston, David R. Godine, 1985. ISBN 0-87923-578-0.
- Zwingenberger, Jeanette. The Shadow of Death in the Work of Hans Holbein the Younger.   London, Parkstone Press, 1999. ISBN 1-85995-492-8.